# Gruppo Sportivo Isotta Fraschini
Il Gruppo Sportivo Isotta Fraschini fu durante gli anni Trenta l'espressione dell'Opera nazionale del dopolavoro nella fabbrica milanese di automobili di lusso Isotta Fraschini.
Attivo a partire dal 1929, partecipò tra gli altri alla Prima Divisione 1930-1931 e al campionato di Serie C 1937-1938, oggi riconosciuto come professionistico dalla FIGC.